# Dipartimento di Guiglo
Il dipartimento di Guiglo è un dipartimento della Costa d'Avorio situato nella regione di Cavally, distretto di Montagnes.
Nel censimento del 2014 è stata rilevata una popolazione di  176.688  abitanti. 
Il dipartimento è suddiviso nelle sottoprefetture di Bédy-Goazon, Guiglo, Kaadé e Nizahon.